# Selaginella arsenei
Selaginella arsenei är en mosslummerväxtart som beskrevs av Weatherby. Selaginella arsenei ingår i släktet mosslumrar, och familjen mosslummerväxter. Inga underarter finns listade i Catalogue of Life.